# Johannes West
Johannes West (2. dubna 1782 – 11. října 1835, Kodaň) byl dánský právník a inspektor severního Grónska.

## Životopis
Johannes West vystudoval práva. Měl sestru Frederikke, která se v roce 1819 provdala za Oleho Adolfa Windinga, ale ještě téhož roku zemřela v Uummannaqu.
V roce 1817 vystřídal Johannes West Petera Hanninga Motzfeldta ve funkci inspektora Severního Grónska a de facto tak nahradil Frederika Diderika Sechmanna Fleischera, který byl jeho zástupcem od roku 1815. V čele kolonie pak stál až do roku 1825.
On sám byl ženatý s Ane Elisabeth Fuchsovou. Je známa dcera, která se jmenovala Maren Cathrine a žila v letech 1810 až 1879. V roce 1831 se provdala za námořního důstojníka a polárníka Wilhelma Augusta Graaha. Manželé měli sedm dětí.